# Свети Николай (Попължани)
„Свети Николай“ (на гръцки: Ιερός Ναός Αγίου Νικολάου) е късновъзрожденска православна църква в леринското село Попължани (Папаянис), Гърция, част от Леринската, Преспанска и Еордейска епархия на Вселенската патриаршия, под управлението на Църквата на Гърция.

## Местоположение
Църквата е разположена на главния площад в западната част на селото.

## История
Първата църква е построена от жителите на Попължани в края на XIX век. Тъй като селото е изцяло българско, и почти напълно под върховенството на Българската екзархия, храмът дълго време не е осветен от гръцкия мъгленски митрополит и е осветен чак в 1891 година от владиката Синесий Охридски и Преспански. Църквата, частично вкопана в земята, от време на време се наводнява от водите на Йелашката река, и накрая сградата е срутена поради влагата.
Втората (сегашната) църква започва да се строи през 1908 година, на около 50 метра югозападно от старата. Новият храм е изграден с български ферман, и е финансиран с дарения от селяни, които са емигрирали за работа в САЩ и Южна Америка. Докато се изгражда църквата, литургиите се провеждат в залата на българското училище. Сградата е дело на архитекта Яначе от Охридско и има два големи купола, западният купол е камбанария, а централният купол има изображение на Христос Вседържител. Дължината му е 23 метра, а ширината е 12 метра. Строежът завършва през 1911 - 1912 година, когато свещеник е Стефан Скендеров. Църквата е зографисана през 1917 година от художници от Бел камен. Църквата е официално осветена през 1922 година от мъгленския епископ Поликарп.
Централният купол е премахнат през 1950 година, а камбанарията е премахната през 1969 година. След това е построена нова камбанария и покрита веранда. По време на хунтата (1967 - 1973) гробището зад църквата е разрушено, а богатият архив на църквата, съставен от стари фотографии и документи, написани на български език, са изгорени.